# Cyril Nzama
Cyril Nzama (Soweto, 1974. június 26. –) dél-afrikai válogatott labdarúgó.

## Pályafutása

### Klubcsapatban
1995 és 2000 között a Bush Bucks csapatában játszott. 2000-ben igazolt a Kaizer Chiefs együtteséhez, ahol nyolc évet töltött. 2001-ben csapatával megnyerte a kupagyőztesek Afrika-kupáját, 2004-ben és 2005-ben pedig bajnoki címet szerzett. 

### A válogatottban
2000 és 2007 között 44 alkalommal szerepelt a Dél-afrikai válogatottban. Részt vett a 2002-es világbajnokságon. 

## Sikerei, díjai
Kaizer Chiefs
- Dél-afrikai bajnok (2): 2004, 2005
- Kupagyőztesek Afrika-kupája (1): 2001